# Erica palliiflora
Erica palliiflora är en ljungväxtart som beskrevs av Richard Anthony Salisbury. Erica palliiflora ingår i släktet klockljungssläktet, och familjen ljungväxter. Inga underarter finns listade i Catalogue of Life.